# Aubois
Az Aubois folyó Franciaországban, a Loire bal oldali mellékfolyója.

## Földrajzi adatok
Cher megyében, Centre-Val de Loire régióban Augy-sur-Aubois-nál ered 212 m magasságban. Északi, északkeleti irányban folyik, és Marseilles-lès-Aubigny-nél ömlik a Loire-ba.

## Települések a folyó mentén
- Augy-sur-Aubois
- Sancoins
- La Guerche-sur-l’Aubois
- Jouet-sur-l’Aubois
- Marseilles-lès-Aubigny